# Planetside2
『Planetside2』（プラネットサイドツー）は、ソニーオンラインエンタテインメント（現デイブレイクゲーム）が運営する基本無料のMMOFPSである。2012年11月20日から本サービスが開始された。『Planetside』の続編。

## 概要
多人数のユーザーが3つの陣営に分かれて対戦を行うMMOFPS。歩兵同士の戦闘だけでなく、戦車や車両を用いた機甲戦、戦闘機やガンシップを用いた空中戦も同時に行うことができる。各歩兵や兵器の追加装備は、経験値と共に得られるcertポイントか、課金要素のステーションキャッシュでアンロックしていく。

## 登場勢力
テラン共和国(Terran Republic)
威力が低い代わりに連射力の高い武器と、赤を基調としたアーマーが特徴。軍事に力を入れた独裁国家である。
新複合軍(New Conglomerate)
一発の威力が高いが連射力や反動に難がある武器と、青と黄色のアーマーが特徴。独裁的なテラン共和国に反発した反乱軍である。
ヴァヌー独立国(Vanu Sovereignty)
レーザー技術を用いた独特の武器と、紫を基調としたアーマーが特徴。舞台となる惑星の先住民ヴァヌーの技術を信仰している。

## 兵科
インフィルトレーター
短時間使用できるクローク迷彩と敵の居場所を知らせるセンサー類を標準装備した兵科。この兵科のみ敵施設の端末をハッキングができる。狙撃銃、短機関銃を使用する。
ライトアサルト
ジェットパックで他の兵科が行けない所へ上れる兵科。カービン銃、散弾銃、短機関銃を使用する。
コンバットメディック
味方の回復、蘇生ができる兵科。突撃銃、散弾銃、短機関銃を使用する。
エンジニア
機械類やMAXを修理できる兵科。弾薬補給や、タレットの設営も行う。武器はライトアサルトと同様のものと、バトルライフルを使用する。
ヘビーアサルト
MAX以外の兵科よりも高い防御力と、ロケットランチャーによる対甲能力を持つ兵科。武器は機関銃、固有重火器、散弾銃、バトルライフル、短機関銃。
MAX
パワードスーツを装着した兵科。歩兵としては最大の攻撃力と防御力を持ち、用途ごとに対歩兵、対甲、対空の武器を選ぶことができるが、MAX出撃にリソースが必要、乗り物を運転できない、動きが鈍重、拠点を制圧できない、武器が両腕の固定武器になるという制限がある。

## 兵器
フラッシュ
速度が速く、低コストな4輪バイク。操縦者がむき出しのため、直接ダメージを受けやすい。
ハラッサー
高速なバギー。2番席は上部タレットを操作する。
サンダラー
運動性能が悪いが、耐久力が高く、最大12人が搭乗できる兵員輸送車両。追加装備で兵員のリスポーン地点に変形できる。
ライトニング
高機動な軽戦車。初期砲塔は威力の低い連射砲だが、追加装備でそれぞれ榴弾、徹甲弾、HEAT弾を使用する砲塔や、対空砲塔を装備できる。
プロウラー
TR軍の主力戦車。砲を2門備えた砲塔が特徴。
ヴァンガード
NC軍の主力戦車。機動性と引き換えに高威力な砲を備える。
マグライダー
VS軍の主力戦車。ホバー移動の無砲塔戦車。無反動の砲を備える。
モスキート
TR軍の戦闘機。加速を重視した機体。
リーバー
NC軍の戦闘機。速度を重視した機体。
サイズ
VS軍の戦闘機。安定性を重視した機体。
リベレーター
運動性能は低いが、強力な対地攻撃を行えるガンシップ。2人以上で乗ることで真価を発揮する。
ギャラクシー
大型の輸送機。この機体のみ放出システムによって乗員は高所から飛び降りても落下ダメージを受けなくなるため、空挺作戦にも用いられる。
| スタブアイコン | サブスタブ | この項目は、まだ閲覧者の調べものの参照としては役立たない、コンピュータゲームに関連した書きかけの項目です。この項目を加筆・訂正などしてくださる協力者を求めています（P:コンピュータゲーム/PJ:コンピュータゲーム）。 |